# 난부 도시토모

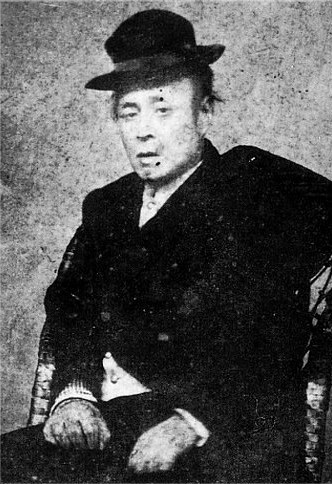
난부 도시토모

난부 도시토모(일본어: 南部利義, 1824년 1월 12일 ~ 1888년 8월 21일)는 모리오카번의 13대 번주이다. 노부토모(信候)라고도 한다. 관위는 정4위하, 가이노카미(甲斐守)이다.
12대 번주 난부 도시타다의 장남으로 태어났다. 1847년에 아버지가 은거하면서 번주 자리에 올랐으나, 이듬해 동생 도시히사에게 가문 계승권을 물려주고 은거하였다. 정실은 이이 나오아키의 양녀로 본래 11대 번주 난부 도시모치의 딸이다.
| 전임 난부 도시타다 | 제13대 모리오카번 번주 1847년 ~ 1848년 | 후임 난부 도시히사 |